# Bundesliga Femenina 2002-03
La Bundesliga Femenina 2002-03 fue la 13.ª edición de la máxima categoría de la liga de fútbol femenino de Alemania. Comenzó el 25 de agosto de 2002 y terminó el 15 de junio de 2003. El equipo campeón fue 1. FFC Frankfurt y el subcampeón 1. FFC Turbine Potsdam que además se clasificaron a la Liga de Campeones Femenina de la UEFA.

## Clasificación
| Pos. | Equipo                   | Pts. | PJ | G  | E | P  | GF | GC | Dif. | Clasificación o descenso     |
| ---- | ------------------------ | ---- | -- | -- | - | -- | -- | -- | ---- | ---------------------------- |
| 1    | 1. FFC Frankfurt (C)     | 57   | 22 | 18 | 3 | 1  | 90 | 14 | +76  | Calificó a Liga de Campeones |
| 2    | 1. FFC Turbine Potsdam   | 55   | 22 | 17 | 4 | 1  | 64 | 15 | +49  | Calificó a Liga de Campeones |
| 3    | FCR 2001 Duisburg        | 44   | 22 | 14 | 2 | 6  | 58 | 32 | +26  |                              |
| 4    | Heike Rheine             | 38   | 22 | 12 | 2 | 8  | 52 | 31 | +21  |                              |
| 5    | FC Bayern Múnich         | 37   | 22 | 11 | 4 | 7  | 45 | 32 | +13  |                              |
| 6    | Brauweiler Pulheim       | 34   | 22 | 10 | 4 | 8  | 42 | 26 | +16  |                              |
| 7    | SC Friburgo              | 24   | 22 | 6  | 6 | 10 | 33 | 43 | −10  |                              |
| 8    | FSV Frankfurt            | 24   | 22 | 8  | 0 | 14 | 41 | 55 | −14  |                              |
| 9    | WSV Wolfsburg-Wendschott | 24   | 22 | 6  | 6 | 10 | 31 | 48 | −17  |                              |
| 10   | SC 07 Bad Neuenahr       | 23   | 22 | 7  | 2 | 13 | 31 | 73 | −42  |                              |
| 11   | Tennis Borussia Berlín   | 15   | 22 | 4  | 3 | 15 | 17 | 68 | −51  | Desciende a 2. Bundesliga    |
| 12   | 1. FFC Niederkirchen     | 2    | 22 | 0  | 2 | 20 | 10 | 77 | −67  | Desciende a 2. Bundesliga    |

 Fuente: 

## Goleadoras

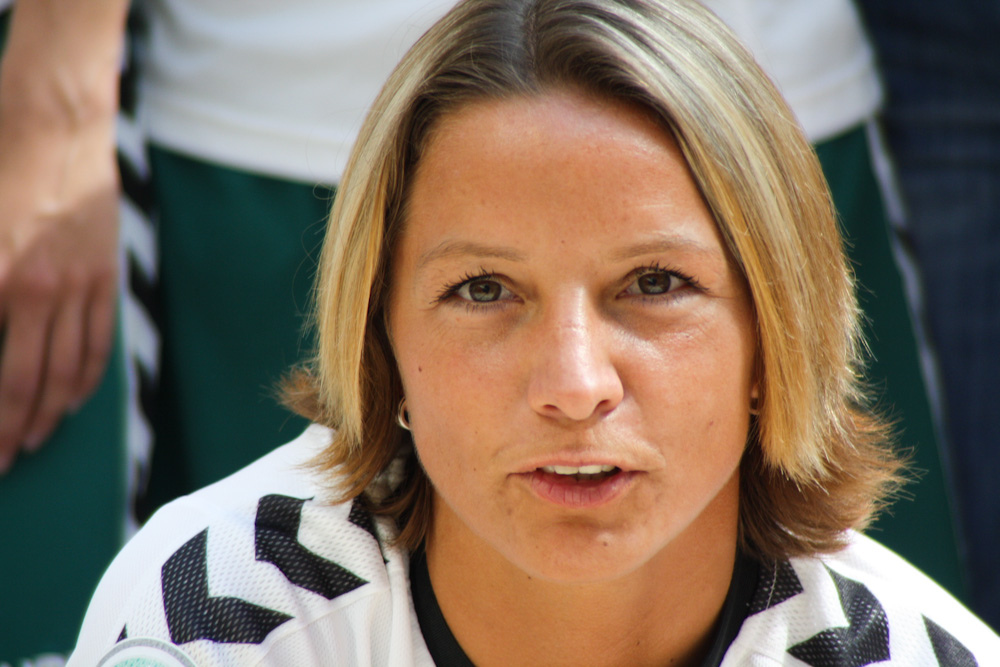
Inka Grings, goleadora de la temporada.

| Posición | Jugadora           | Club                   | Goles |
| -------- | ------------------ | ---------------------- | ----- |
| 1        | Inka Grings        | FCR 2001 Duisburg      | 20    |
| 2        | Nina Aigner        | FC Bayern Múnich       | 17    |
| 3        | Renate Lingor      | 1. FFC Frankfurt       | 15    |
| 4        | Martina Müller     | SC 07 Bad Neuenahr     | 14    |
| 5        | Kerstin Garefrekes | Heike Rheine           | 13    |
| 5        | Conny Pohlers      | FC Bayern Múnich       | 13    |
| 5        | Shelley Thompson   | FCR 2001 Duisburg      | 13    |
| 8        | Kerstin Stegemann  | Heike Rheine           | 12    |
| 8        | Petra Wimbersky    | 1. FFC Turbine Potsdam | 12    |